# 베카리땃쥐
베카리땃쥐(Crocidura beccarii)는 땃쥐과에 속하는 포유류의 일종이다. 인도네시아의 토착종이다. 자연서식지는 아열대 또는 열대 기후 지역의 건조림이다. 서식지 감소로 멸종 위협을 받고 있다.